# Жен, Эвремон
Эвремон Жен (фр. Évremont или Euvrémont Gène; 4 июня 1920 — 3 декабря 1969) — деятель коммунистического движения на Гваделупе. 

## Биография
Родился в крестьянской семье. С юношеских лет участвовал в революционном движении. В 1944 или 1945 году вступил во Французскую коммунистическую партию (ФКП). На момент создания в апреле 1958 года Гваделупской коммунистической партии (ГКП) был одним из секретарей федерации ФКП Гваделупы вместе с Николя Людгером. Избирался членом ЦК, Политбюро и Секретариата ЦК ГКП, был главным редактором партийного органа «l’Étincelle». 20 декабря 1964 года на III съезде партии избран генеральным секретарём ЦК ГКП.
Погиб в авиационной катастрофе Boeing 707 под Каракасом у берегов Венесуэлы в конце 1969 года. Вместе с ним в числе 62 погибших при крушении был его коллега из Мартиникской компартии, член Политбюро ЦК МКП и профсоюзный деятель Долор Банидоль, с которым они возвращались со съезда Коммунистической партии Чили. Однопартийцы заподозрили, что генсек и остальные могли пасть жертвой теракта. Лидер МКП Арман Николя якобы был предупреждён об опасности. «Комитет Эвремона Жена по установлению истины об авиакатастрофе 3 декабря 1969 года» боролся за расследование всех обстоятельств происшествия на протяжении более чем полустолетия. После смерти Жена партию возглавил в качестве первого секретаря Ги Данент.